# Rob Levin
Robert Levin (16 de dezembro de 1955, 16 de setembro de 2006), também conhecido como lilo, foi o fundador da rede freenode e diretor da PDPC. 
Programador desde 1968, trabalhou como administrador de sistemas e desenvolvedor de aplicações a partir de 1968. Desde 1994, vinha trabalhando para encorajar o uso de Internet Relay Chat para projetos Open Source. Lilo faleceu em 16 de Setembro de 2006 em Houston, Texas, após ser atropelado. Testemunhas relataram que ele estava guiando sua bicicleta no momento do acidente. Lilo deixou sua mulher Debbie e seu Filho Benjamin.